# Porsche-Diesel Junior 108 V
 (février 2025).

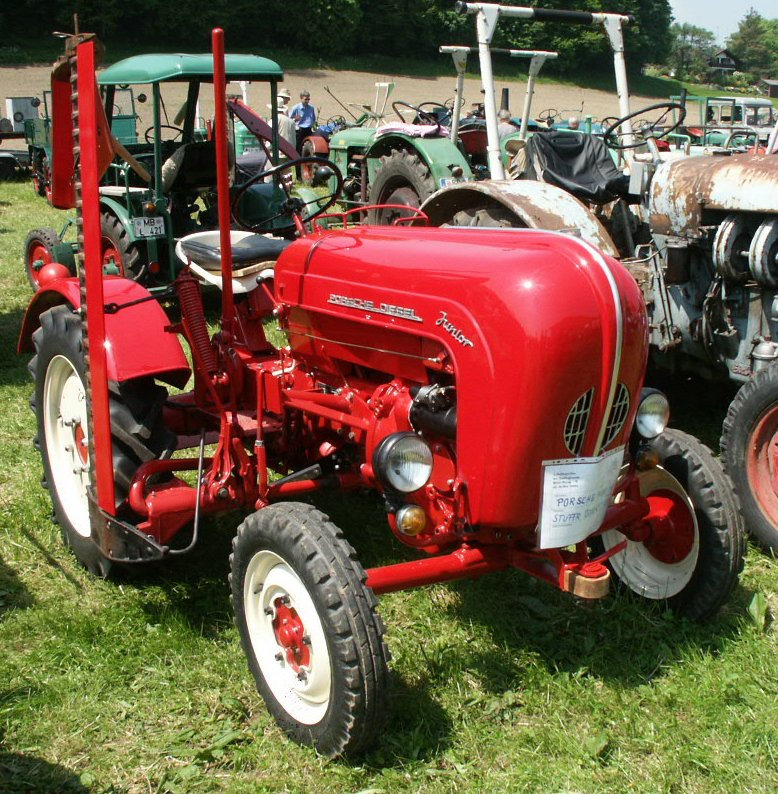
Porsche-Diesel Junior 108

Le Porsche-Diesel Junior 108 V (1958-1960) est un tracteur fabriqué par Porsche-Diesel Motorenbau GmbH, qui était basé à Friedrichshafen sur le lac de Constance et qui a repris la production de tracteurs d’Allgaier Werke.
Un moteur Diesel monocylindre, capable d’atteindre une vitesse de pointe de 19,9 km/h, propulsait le tracteur de 875 kilogrammes et de 2,56 mètres de long. Le moteur du Junior 108 V avait une cylindrée de 822 cm³ et il était également équipé d’un total de huit vitesses (6 avant et 2 arrière). Le Junior 108 V était une version plus petite, moins chère et simplifiée du Junior 108 K. Les bandes d’aluminium manquantes et l’absence d’embrayage oléohydraulique se sont avérés problématiques sur le Junior 108 V. Le cadre du siège à ressorts en caoutchouc, intégré à l’habitacle du Junior 108 V, offrait un confort particulier. De plus, le Junior 108 V était équipé d’un compteur d’heures de fonctionnement et d’un voyant lumineux à quatre voies, qui fournissait à tout moment des informations sur l’état du tracteur. En option, le Junior 108 V pouvait être équipé de feux arrière, d’un siège supplémentaire sur l’aile droite et d’une capote décapotable Fritzmeier. De plus, l’intégration de poids supplémentaires sur la plaque d’impact avant était possible.
Le Junior 108 V à propulsion arrière était également caractérisé par un arbre de prise de force qui fonctionnait à la fois comme prise de force de transmission et comme prise de force au sol avec fonctionnement dépendant de la conduite. L’ensileuse optionnelle du Junior 108 V était entraînée par le moteur à une vitesse de 1 038 tours par minute.